# 普兰肯峰 (萨恩塔尔山脉)

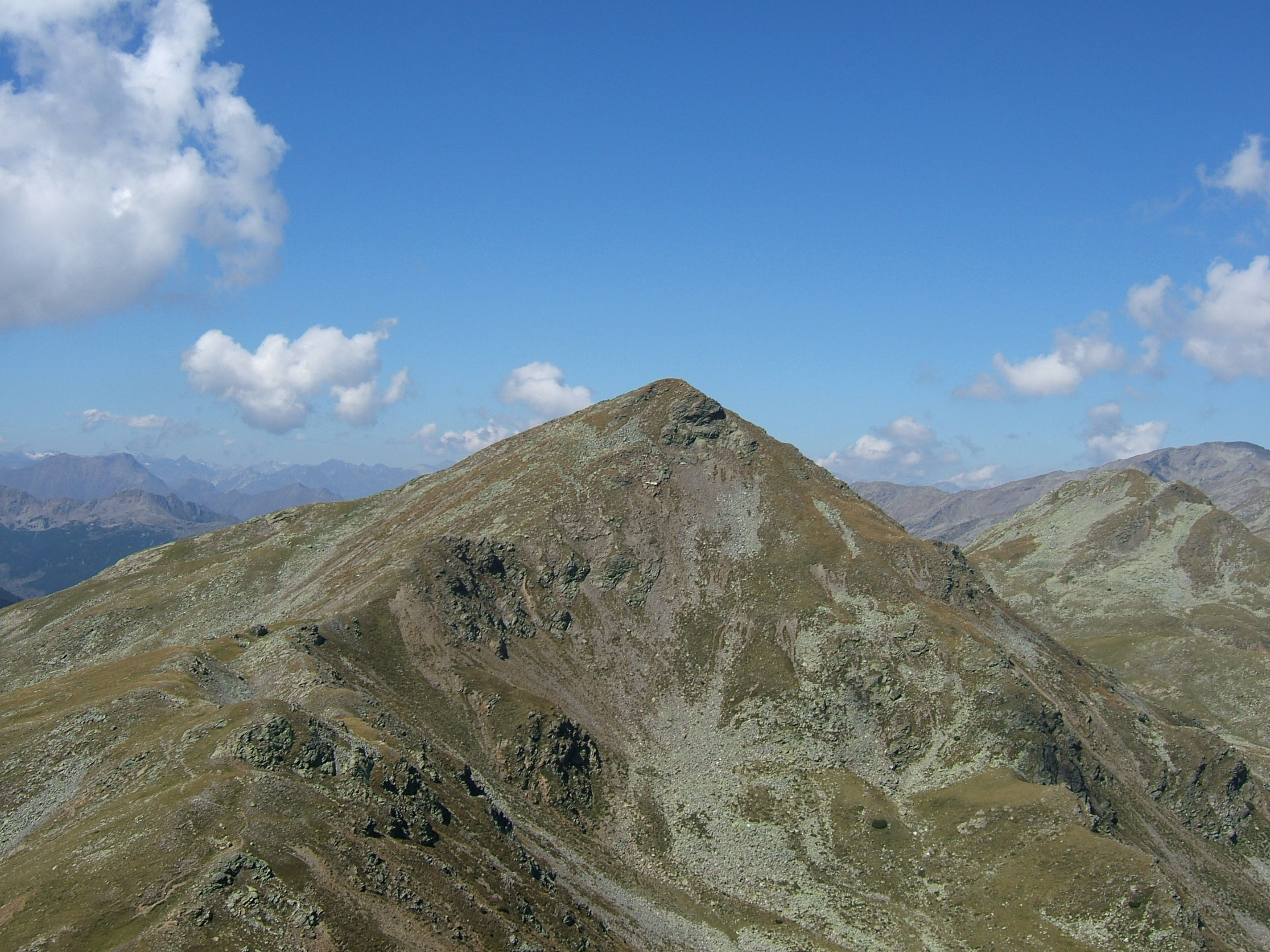

46°43′06″N 11°30′40″E / 46.71836°N 11.511100°E
普蘭肯峰（德語：Plankenhorn），是意大利的山峰，位於該國東北部，由博爾扎諾-南蒂羅爾自治省負責管轄，屬於萨恩塔尔山脉的一部分，距離卡西安峰1.5公里，海拔高度2,543米。